# Hemmets vän
Hemmets vän är en rikstäckande svensk kristen tidning med publicering varje torsdag, grundad 1898. Tidningen är oberoende kristdemokratisk och sedan 1921 utgiven i Örebro av Litzon Press Förlags AB, tidigare Evangeliipress. Redaktionen finns i Örebro. Chefredaktör, ägare och ansvarig utgivare är Åke Hällzon. Hans släkt har givit ut tidningen alltsedan hans farfar Florentinus Hällzon köpte den 1921. Bland de medverkande kan nämnas Stanley Sjöberg och Ingemar Helmner. En mångårig reporter på tidningen var Daga Janson.
Tidningen vill verka för kristen tro och ett fördjupat samtal om värdefrågor i samhället.